# أبوسوماوات
الأبوسوماوات (الاسم العلمي: Didelphinae) هي أسرة من الثدييات تتبع فصيلة الأبوسوميات الأمريكية من رتبة أبوسوميات الشكل.

## تصنيف الأبوسوماوات
- أبوسومات قصيرة الذيل
  - نديدات الأبوسوم قصير الذيل
    - الأبوسوم قصير الذيل